# Lista de prefeitos de Figueirão
Esta é a lista de prefeitos do município de Figueirão, estado brasileiro do Mato Grosso do Sul.
| Nº | Nome                                                          | Imagem                                       | Partido                                          | Início do mandato     | Fim do mandato                                                   | Observações                                                       |
| 1  | Ildo Furtado de Oliveira (Camapuã, 31.07.1962–)               |                                              | Partido Trabalhista Brasileiro PTB               | 1° de janeiro de 2005 | 31 de dezembro de 2008                                           | Prefeito eleito em sufrágio universal.                            |
| 2  | Getúlio Furtado Barbosa (Camapuã, 19.09.1964–)                |                                              | Partido do Movimento Democrático Brasileiro PMDB | 1° de janeiro de 2009 | 31 de dezembro de 2012                                           | Prefeito eleito em sufrágio universal.                            |
| 2  | Getúlio Furtado Barbosa (Camapuã, 19.09.1964–)                | 1° de janeiro de 2013                        | Partido do Movimento Democrático Brasileiro PMDB | 1° de maio de 2013    | Prefeito reeleito em sufrágio universal, posteriormente cassado. |                                                                   |
| —  | Milton Alves Pereira, Milton Tigrão (Tapejara, 16.03.1967–)   |                                              | Partido do Movimento Democrático Brasileiro PMDB | 1° de maio de 2013    | 19 de julho de 2013                                              | Presidente da Câmara no cargo interinamente.                      |
| 3  | Neilo Souza da Cunha (Três Lagoas, 09.07.1976–)               |                                              | Partido do Movimento Democrático Brasileiro PMDB | 19 de julho de 2013   | 23 de março de 2015                                              | Prefeito eleito em sufrágio suplementar de 07.07.2013.            |
| —  | Rogério Rodrigues Rosalin (Campo Grande, 30.06.1980–)         |                                              | Partido do Movimento Democrático Brasileiro PMDB | 23 de março de 2015   | 31 de dezembro de 2016                                           | Vice-prefeito eleito nas eleições de 2012 no cargo interinamente. |
| 4  | Rogério Rodrigues Rosalin (Campo Grande, 30.06.1980–)         |                                              | Partido da Social Democracia Brasileira PSDB     | 1° de janeiro de 2017 | 31 de dezembro de 2020                                           | Prefeito eleito em sufrágio universal.                            |
| 5  | Juvenal Consolaro, Professor Juvenal (Araçatuba, 13.04.1952–) |                                              | Partido Trabalhista Brasileiro PTB               | 1° de janeiro de 2021 | 31 de dezembro de 2024                                           | Prefeito eleito em sufrágio universal.                            |
| 5  | Juvenal Consolaro, Professor Juvenal (Araçatuba, 13.04.1952–) | Partido da Social Democracia Brasileira PSDB | 1° de janeiro de 2025                            | Atualidade            | Prefeito reeleito em sufrágio universal.                         |                                                                   |